# Albany (Liverpool)

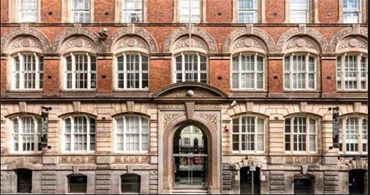

Pour les articles homonymes, voir Albany.
 (octobre 2021).
L'Albany Building est un bâtiment classé Grade II* du XIXe siècle situé sur Old Hall Street, à Liverpool, en Angleterre. Construit à l'origine comme lieu de rencontre des courtiers en coton, il a depuis été transformé en appartements.

## Histoire
L'Albany a été érigé en 1856 pour Richard Naylor, un banquier, et conçu par J.K. Colling. Il a été construit comme un lieu de rencontre pour les courtiers en coton et contenait des bureaux et des salles de réunion, ainsi que des entrepôts au sous-sol. C'est l'un des premiers exemples de bureaux victoriens à Liverpool. La cour centrale était à l'origine découverte, pour fournir une bonne lumière aux courtiers pour examiner leurs échantillons de coton. Il a été transformé en appartements en 2004-05. 

## Aujourd'hui
Aujourd'hui, l'Albany comprend 140 appartements et penthouses de luxe de deux et trois chambres. avec services de conciergerie 24h/24 et parking. La cour éclairée peut être vue à travers les portes vitrées de la rue et possède le plus grand lustre extérieur en cristal Swarovski en Europe. La cour suscite l'admiration de nombreux passants. L'Albany a été utilisé dans le tournage de l'adaptation télévisée de China Melville The City & the City.

## Voir également
- Bâtiments classés Grade II* dans le Merseyside
- Architecture de Liverpool

## Références

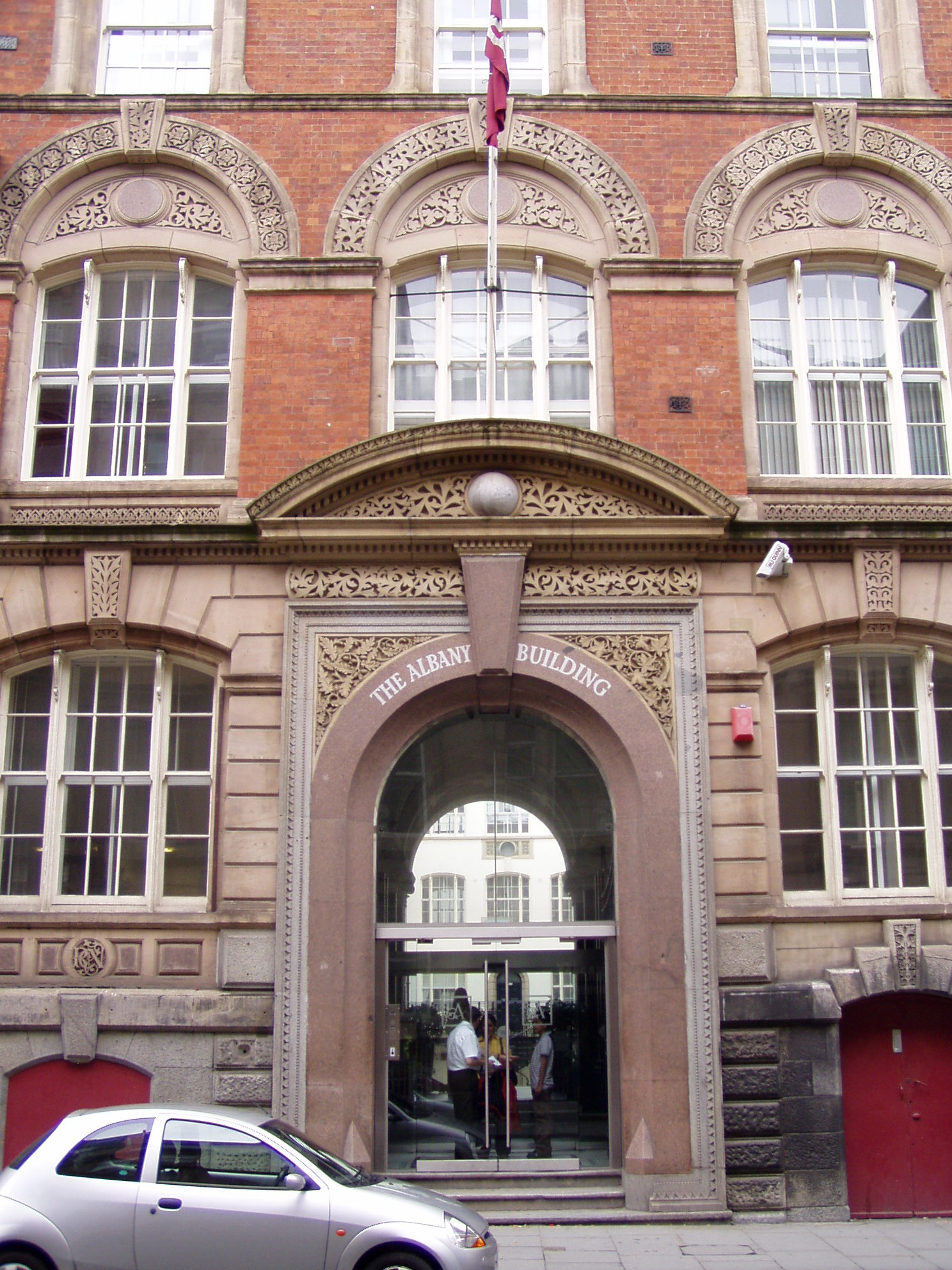
L'Albany, entrée
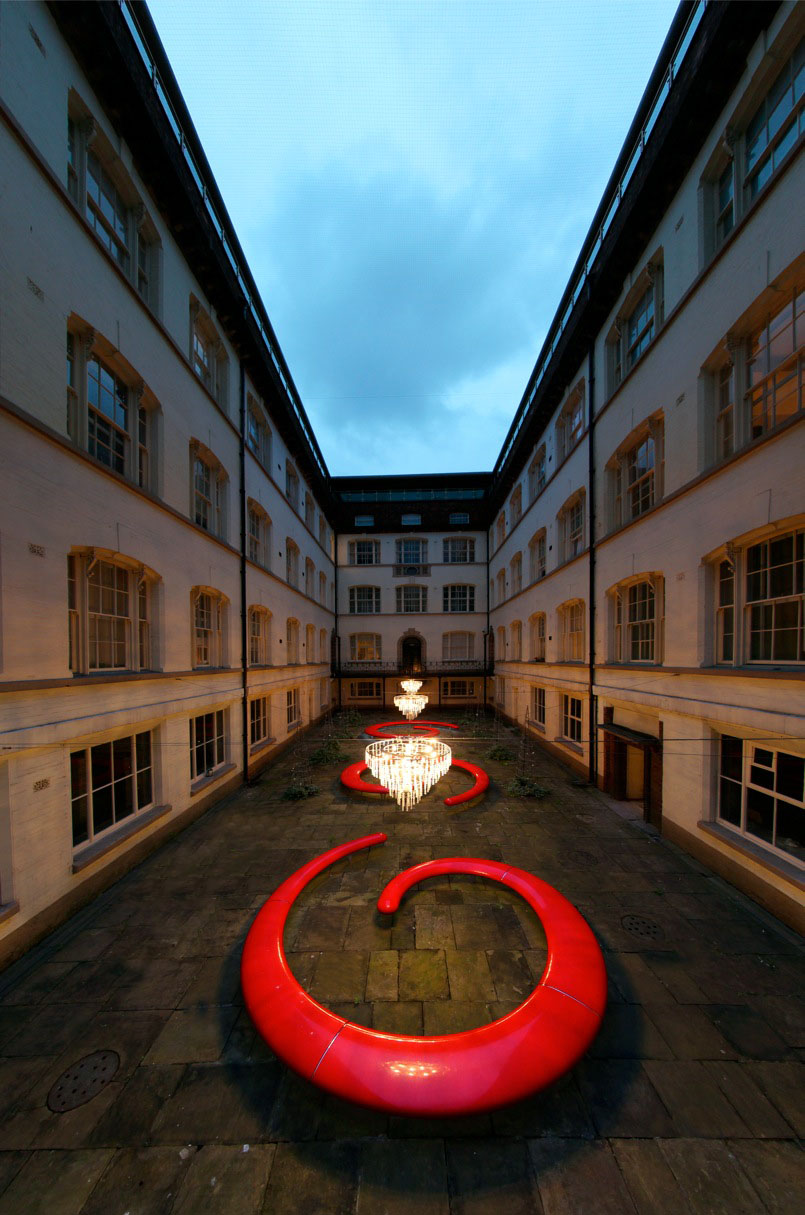
L'Albany, Cour